# Vingt Mille Lieues sous les mers (pel·lícula de 1907)
Vingt Mille Lieues sous les mers, comercialitzada en anglès com Under the Seas és una pel·lícula muda realitzada l'any 1907 pel director francès Georges Méliès. La pel·lícula, una paròdia de la novel·la de 1870 Vint mil llegües de viatge submarí de Jules Verne, segueix un pescador que somia amb viatjar en submarí fins al fons de l'oceà, on es troba amb criatures marines tant realistes com fantàstiques, inclòs un cor de nàiades.

## Trama
Yves un pescador, torna a casa després d'un dia cansat de pescar i aviat s'adorm. En el seu somni, rep la visita de la Fada de l'Oceà, que el condueix a un submarí. Yves és nomenat tinent al comandament i parteix en un viatge submarí.
Segueix una panoràmica de vistes submarines, que inclou naufragis, grutes submarines, mariscs enormes, nimfes marines, monstres marins, estrelles de mar, sirenes i un ballet de nàiades. El ballet és interromput per Yves, la inexperiència del qual amb els submarins el porta a encallar la seva embarcació en una roca. Yves abandona el submarí naufragat i persegueix les nàiades que surten, però és atacat per peixos i crancs enormes. S'escapa i viatja més enllà de meravelles submarines, com ara coves submarines, anemones, coralls, cavallets de mar gegants i un pop que l'ataca. Tanmateix, per venjar-se de tots els peixos que Yves ha capturat al llarg de la seva carrera, les deesses del mar atrapen el pescador en una xarxa i el deixen caure en una esponja buida gegant, de la qual lluita per escapar.
En despertar-se del somni, l'Yves s'adona que ha caigut del llit a la banyera i s'ha embolicat a la seva pròpia xarxa de pescar. Els seus veïns i amics l'alliberen de la confusió i els regala una copa a la cafeteria més propera.

## Producció i llançament
L'actor Manuel, que havia aparegut al drama de Méliès de 1906 Les Incendiaires i que l'any 1908 dirigiria algunes pel·lícules per a l'estudi de Méliès, interpreta Yves el pescador; el cor de nàiades és interpretat per ballarines del Théâtre du Châtelet. El ballet de la pel·lícula va ser coreografiat per Madame Stitchel, la directora del corps de ballet de Châtelet; Stitchel també va coreografiar balls per a altres pel·lícules de Méliès, com ara Jack le ramoneur. El disseny de Méliès per a la pel·lícula inclou animals marins retallats inspirats en les il·lustracions d'Alphonse de Neuville per la novel·la de Verne.
Va ser llançat per la Star Film Company de Méliès i està numerat del 912 al 924 als seus catàlegs, on es va anunciar com a grande féerie fantaisiste en 30 tableaux. Like at least 4% of Méliès's entire output, algunes impressions de la pel·lícula van ser tenyides a mà fotograma per fotograma per treballadores de la fàbrica i venudes a un preu més alt.
La pel·lícula perviu com un fragment incomplet; algunes escenes es presumeixen perdudes.